# 李猛 (企业家)
李猛（1971年12月14日—），男，汉族，中华人民共和国企业家、政治人物，曾任全国工商联常委、山西省工商联副主席、山西安泰集团股份有限公司总裁，第十一届全国政协委员。

## 生平
2008年，当选第十一届全国政协委员，代表社会福利和社会保障界，分入第四十八组。并担任人口资源环境委员会专委。